# Amphisternus verrucosus
Amphisternus verrucosus là một loài bọ cánh cứng trong họ Endomychidae. Loài này được Gorham miêu tả khoa học năm 1897.